# Джонсон, Дэвид (художник)
Дэвид Джонсон (англ. David Johnson; 10 мая 1827[…], Нью-Йорк, Нью-Йорк — 30 января 1908[…], Уолден, Нью-Йорк) — американский художник-пейзажист, участник школы реки Гудзон.

## Биография
Родился 10 мая 1827 года в Нью-Йорке.
В течение двух лет учился в антикварной школе Национальной академии дизайна, а также некоторое время у художника Школы реки Гудзон — Джаспера Кропси. Вместе с Джоном Кенсеттом и Джоном Касильером был известным художником стиля люминизм.
К 1850 году Джонсон регулярно выставлялся в Национальной академии дизайна в Нью-Йорке, в которой стал ассоциированным членом в 1859 году. В 1861 году он был избран полным академиком.
В конце 1860-х — начале 1870-х годов Джонсон написал многочисленные виды озера Lake George. Большой успех в середине 1870-х годов имели ландшафтные картины таких мест, как Catskills, Lake George и White Mountains, а также пасторальные сцены центральной части штата Нью-Йорк. Он широко выставлялся в крупных американских художественных центрах, включая Чикаго, Бостон и Филадельфию; был участником Парижскогосалона 1877 года.
Умер 30 января 1908 года в местечке Walden округа Оранж, штат Нью-Йорк. Его работы находятся во многих музеях Соединённых Штатов.

## Галерея

Галерея работ
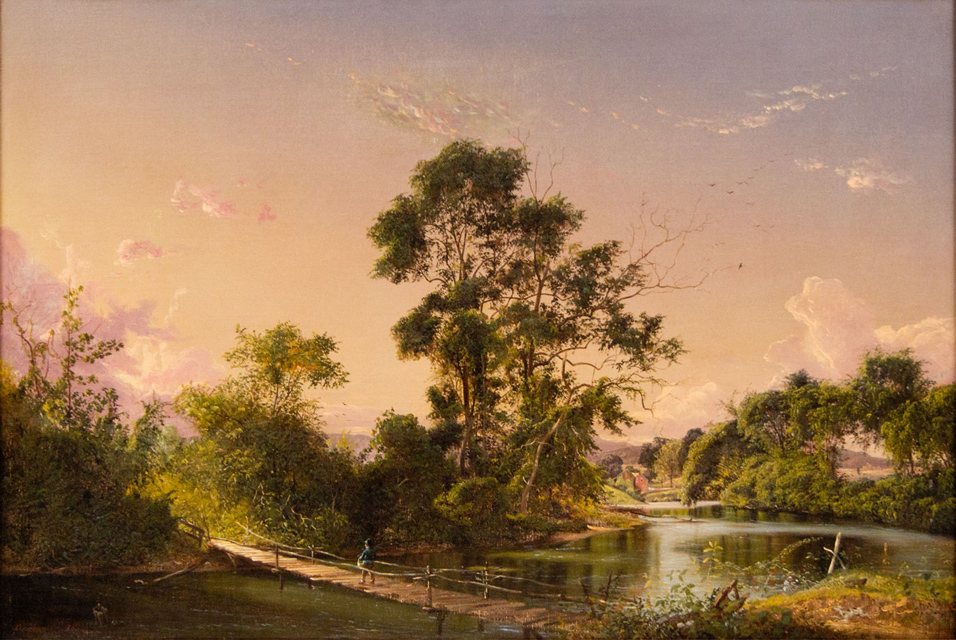
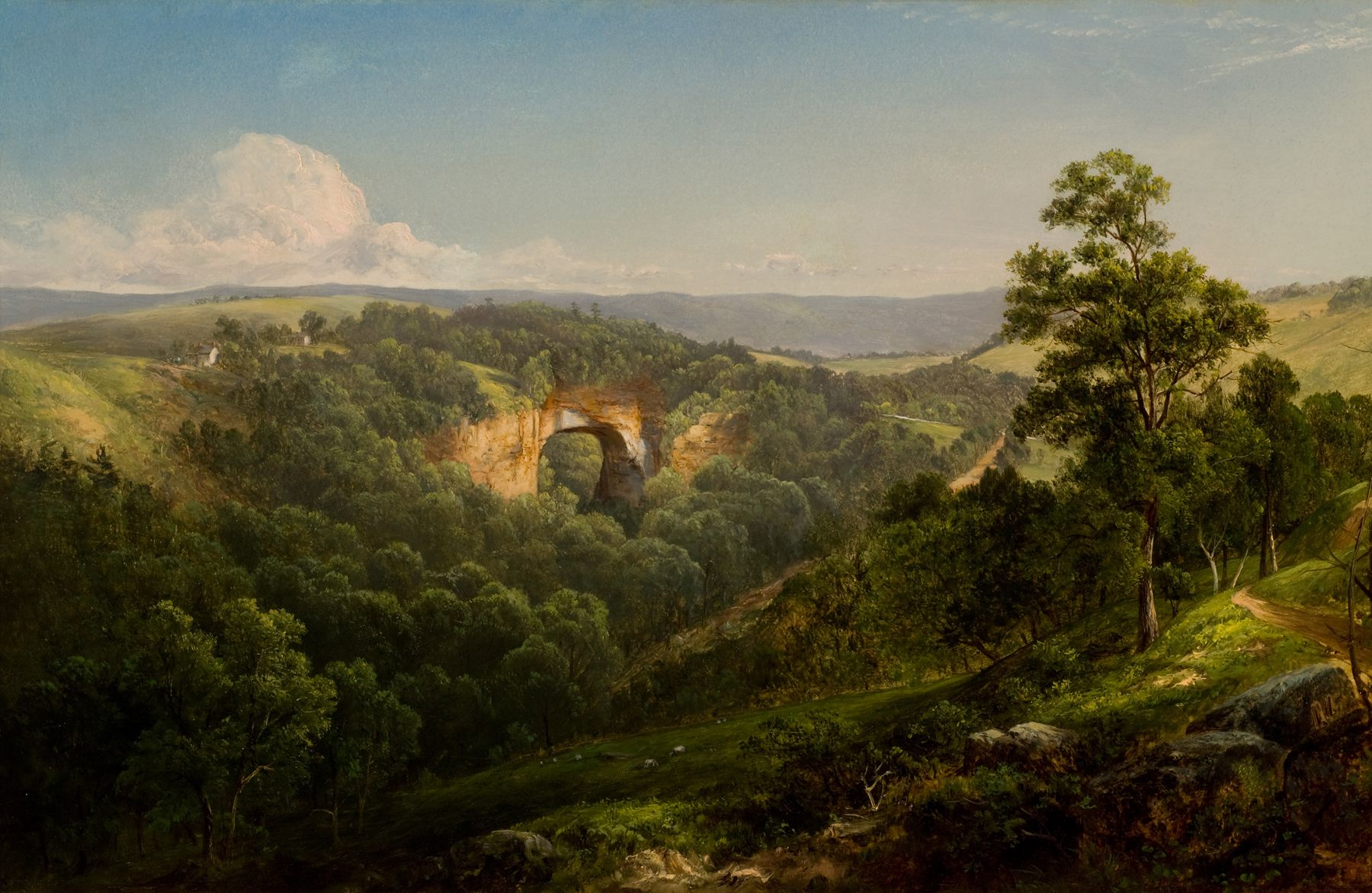
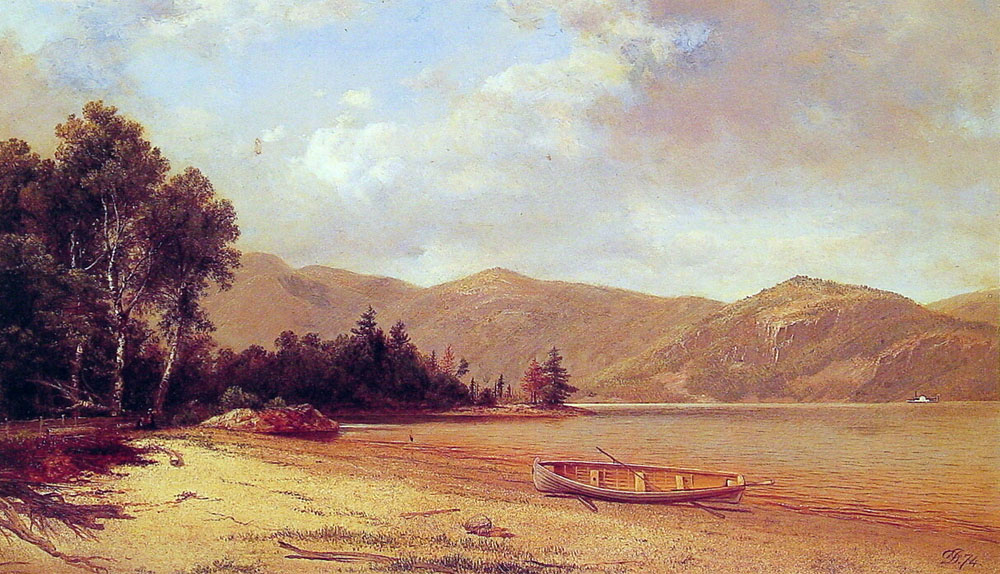